# Eudorus N. Bell
Eudorus N. Bell (* 27. Juni 1866 in Lake Butler, Florida, USA; † 15. Juni 1923 in Springfield, Missouri, USA) war ein US-amerikanischer Pastor und der Präsident von General Council of the Assemblies of God in the United States of America, dem US-amerikanischen Zweig der pfingstlerischen Denomination Assemblies of God.

## Leben
Bell strebte zunächst eine Laufbahn als Pastor in einer Baptistengemeinde an. Nach dem Studium an der Stetson University und dem Southern Baptist Theological Seminary erwarb er 1903 einen Hochschulabschluss an der University of Chicago. Siebzehn Jahre lang war Bell Pastor in baptistischen Gemeinden, vorwiegend in Texas.
Er reiste 1908 mit dem Einverständnis seiner Gemeinde in Fort Worth nach Chicago, um die wachsende Pfingstbewegung, speziell die Gemeinde von William Durham, zu untersuchen. Fortan wandte sich Bell der Pfingstbewegung zu und verließ ein Jahr später seine Baptistengemeinde, um eine Leitungsposition in einer Pfingstgemeinde in Malvern anzutreten.
Bell war der Herausgeber einer monatlichen Zeitschrift mit dem Namen The Apostolic Faith (später umbenannt in Word and Witness). Darin hatte er einen Aufruf an pfingstlerisch gesinnte Christen veröffentlicht, sich zu einer Konferenz in Hot Springs zu treffen mit dem Ziel, eine eigenständige Glaubensgemeinschaft zu gründen. Die Konferenz gilt als Ausgangspunkt für die Gründung von Assemblies of God (AoG). Bell übergab seine Zeitschrift an AoG und wurde deren erster Präsident. Von 1917 bis 1919 war er der Herausgeber von Pentecostal Evangel, einer wöchentlich erscheinenden Zeitschrift, danach war er bis 1920 der Geschäftsführer von AoG und schließlich bis zu seinem Tod im Jahr 1923 noch einmal deren Präsident.